# Уилям Маккул
Уилям Камерън „Уили“ Маккул (на английски: William Cameron "Willie" McCool) (23 септември 1961 – 1 февруари 2003 г.) е астронавт от НАСА, загинал на борда на космическата совалка Колумбия, мисия STS-107.

## Образование
Уили Маккул завършва колежа Коронадо в Лабък, Тексас през 1979 г. През 1983 г. получава бакалавърска степен по приложна наука от Военноморската академия на САЩ. През 1985 г. получава магистърска степен по компютърни науки от университета Колидж Парк в Мериленд. През 1992 г. става магистър по аерокосмическо инженерство във Военноморската академия на САЩ.

## Военна кариера
Уили Маккул става пилот на А-6 през август 1986 г. и е зачислен в бойна ескадрила 129 където минава курс на подготовка за радиоелектронна война. След това е назначен в бойна ескадрила 133 (Tactical Electronic Warfare Squadron 133) на самолетоносача USS Coral Sea (CV-43). Служи в Средиземно море до ноември 1989 г. Лети на самолет EA-6B Праулер. Завършва школа за тест пилоти през юни 1992 г. След това получава назначение в бойна ескадрила 132 (Tactical Electronic Warfare Squadron 132) на атомния самолетоносач USS Enterprise (CVN-65). Има нальот от над 2800 полетни часа на реактивни самолети.

## Служба в НАСА
На 1 май 1996 г., Уили Маккул е избран за астронавт от НАСА, Астронавтска група №16. Той преминава пълен двегодишен курс на обучение и получава квалификация пилот. До август 2000 г. работи в Астронавтския офис, направление „Дизайн и ъпгрейд на кокпита на космическата совалка“. От есента на 2000 г. получава назначение като пилот на мисия STS-107.

### Космически полети
Участник е във фаталния полет на совалката Колумбия, мисия STS-107 от 16 януари до 1 февруари 2003 г. Полетът преминава отлично, но при приземяването Колумбия се разпада и Уили Маккул загива на 41 г. възраст заедно с останалите шестима астронавти от екипажа на космическия кораб.
| Космически полет на Уилям Маккул                                 | Космически полет на Уилям Маккул | Космически полет на Уилям Маккул | Космически полет на Уилям Маккул | Космически полет на Уилям Маккул | Космически полет на Уилям Маккул       | Космически полет на Уилям Маккул |
| №                                                                | Дата                             | КК                               | Емблема на мисията               | Функции                          | Продължителност                        |                                  |
| ---------------------------------------------------------------- | -------------------------------- | -------------------------------- | -------------------------------- | -------------------------------- | -------------------------------------- | -------------------------------- |
| 1                                                                | 16 януари 2003                   | „Колумбия“, мисия STS-107        |                                  | Пилот                            | 15 денонощия 22 часа 20 минути 32 сек. |                                  |
| Сумарно време в космоса – 15 денонощия 22 часа 20 минути 32 сек. |                                  |                                  |                                  |                                  |                                        |                                  |

## Награди
- На 3 февруари 2004 г., Уилям Маккул е награден (посмъртно) от Конгреса на САЩ с Космически медал на честта – най-високото гражданско отличие за изключителни заслуги в областта на аерокосмическите изследвания.
- Медал на НАСА за участие в космически полет.
- Медал на НАСА за отлична служба.
- Медал за отлична служба в националната отбрана.